# Umizaru (film)
Pour plus de détails, voir Fiche technique et Distribution.
Umizaru (海猿) est un film japonais réalisé par Eiichirō Hasumi, sorti en 2004. Il a pour suite la série télévisée Umizaru Evolution (2005) et les films Limit of Love: Umizaru (2006) et Brave Hearts: Umizaru (2012).

## Synopsis
Daisuke Senzaki rejoint un programme d'entrainement pour devenir sauveteur en mer.

## Fiche technique
- Titre : Umizaru
- Titre original : 海猿
- Réalisation : Eiichirō Hasumi
- Scénario : Yasushi Fukuda d'après le manga Umizaru de Shūhō Satō
- Musique : Naoki Satō
- Photographie : Akira Sako
- Production : Chikahiro Ando et Hirotsugu Usui
- Société de production : Fuji Television Network, Pony Canyon, Robot Communications et Tōhō
- Pays :  Japon
- Genre : Action et drame
- Durée : 120 minutes
- Dates de sortie : 
  -  Japon : 12 juin 2004 (Tokyo)

## Distribution
- Hideaki Itō : Daisuke Senzaki
- Ai Katō : Kanna Izawa
- Ken Kaito : Yuji Mishima
- Karina Nose : l'infirmière Erika Matsubara
- Atsushi Itō : Hajime Kudo
- Kyoko : Natsuko Nakasako
- Jun Kunimura : l'amiral Masaki Igarashi
- Tatsuya Fuji : le sergent Minamoto
- Munetaka Aoki (en) : Masaya Watanabe
- Tadahiro Aoki : Muto
- Mayumi Asaka : Utako Izawa
- Motoki Fukami : Makoto Tsuchiya
- Katsutaka Furuhata : Yuta Yaegashi
- Mitsu Murata : Atsushi Kawaguchi
- Tōru Nakane : Shinji Otomo
- Takumi Saitō : Shinji Tadokoro
- Shinya Sano : Hibiki Nakahara
- Sōgen Tanaka : Eiji Nomura
- Tetsushi Tanaka : Shigeru Bando
- Noriko Watanabe : Miyuki Sonobe
- Kengo Ōkuchi : Kensuke Gunji

## Box-office
Le film a rapporté 13 millions de dollars au box-office japonais.